# نیک بدنام
نیک بدنام (به انگلیسی: Notorious Nick) یک فیلم زندگی‌نامه‌ای آمریکایی در سبک درام و ورزشی محصول سال ۲۰۲۱ است که داستان واقعی نیک نیول یک مبارز هنرهای رزمی ترکیبی را روایت می‌کند که بدون بازوی چپ خود به دنیا آمد و در سال ۲۰۱۲ قهرمان مسابقات اکستریم فایتینگ چمپیونشیپس شد. در این فیلم کودی کریستین در نقش نیک نیول و الیزابت رم در نقش مادر نیک، استیسی نیول، بازی می‌کنند. 

## داستان
نیک نیول، یک جنگنده رزمی ترکیبی با یک دست، شانس کمی برای مبارزه برای قهرمانی سبک وزن پیدا می‌کند. او تلاش می‌کند تا برای خودش و همه مردم دنیا با چالش‌های فیزیکی پیروز شود.